# 比阿特麗斯 (密西西比州)
比阿特麗斯（英語：Beatrice）是位於美國密西西比州斯通縣的非建制地區。

## 歷史
比阿特麗斯的郵局於1894年設立，其後於1915年停運。

## 地理
比阿特麗斯所處的海拔為高於海平面50米（即164英呎），而該地所採用的時區為UTC-6，即北美中部時區（CST）。同時該地設有夏令時間，為UTC-6調快一小時，即UTC-5（CDT）。